# Augustus 2009
Dit artikel geeft een chronologisch overzicht van belangrijke gebeurtenissen per dag in de maand augustus van het jaar 2009.

## Gebeurtenissen

### 1 augustus
- De Canal Parade over de Prinsengracht en Amstel in Amsterdam trekt dit jaar het recordaantal van minstens 560 000 toeschouwers, wat 15% meer is dan vorig jaar.
- De Zwarte Zaterdag in Frankrijk is de drukste in 17 jaar. De files op de autosnelwegen bereiken een totale lengte van 870 kilometer, tegen 700 kilometer vorig jaar.
- De Deen Anders Fogh Rasmussen begint zijn termijn als twaalfde Secretaris-generaal van de NAVO.

### 2 augustus
- China isoleert de stad Ziketan na uitbraak van longpest.
- In Nigeria zijn bij geweld tussen islamitische opstandelingen en het leger zeker 780 mensen omgekomen. Alleen al in de stad Maiduguri zijn 700 doden geteld.

### 3 augustus
- Vier aardbevingen met een kracht tussen de 5 en 6,9 op de schaal van Richter worden geregistreerd in de Golf van Mexico.
- Het Wereldmuziekconcours in Kerkrade (de "Olympische Spelen van de HaFaBra-muziek") wordt dit jaar gewonnen door de fanfare Kempenbloei uit Achel.

### 4 augustus
- Voor de derde keer in twee weken vindt er een ontsnapping plaats van gevangenen in België. Er zijn nu totaal twaalf ontsnapten. Ook nu betreft het weer zware criminelen.
- In Nederland valt de eerste dode als gevolg van de Mexicaanse griep. Het betreft een jongen van 17 jaar, die al ernstig ziek was toen hij de griep kreeg.

### 7 augustus
- Het RIVM maakt bekend dat de Mexicaanse griep in Nederland voortaan als 'gewone griep' wordt beschouwd, vanwege het relatief milde verloop. Alleen risicogroepen komen nog in aanmerking voor speciale behandeling, zoals met antivirale middelen (Tamiflu).
- Op een bouwterrein in het Nederlandse Ommen is zwaar vervuilde grond aangetroffen, die onder meer radioactief en chemisch afval bevat. De SP heeft Kamervragen gesteld.

### 10 augustus
- Taiwan wordt getroffen door de ergste overstromingen in vijftig jaar. Deze werden veroorzaakt door de tyfoon Morakot. Enige honderden mensen komen om en/of worden vermist. Ook op de Filipijnen en in Zuidoost-China is er veel schade en zijn er vele slachtoffers.

### 12 augustus
- Het aantal gevallen van Q-koorts in Nederland is dit jaar groter dan ooit. Volgens het RIVM zijn er nu meer dan 2000 mensen besmet, het dubbele van vorig jaar. De meeste besmettingen zijn te vinden in Noord-Brabant.

### 13 augustus
- De minister-president van Vlaanderen Kris Peeters roept de Nederlandse ambassadrice Hannie Pollman-Zaal op het matje in verband met de verdieping van de Westerschelde.
- De Europese Unie verscherpt de sancties tegen het regime van Myanmar na de veroordeling van oppositieleidster Aung San Suu Kyi.

### 14 augustus
- Uit het Markermeer, ten zuiden van Hoorn, wordt een sarcofaag uit de 12e eeuw opgevist. Deze is afkomstig uit het 'verdronken' dorp Etersheim en geeft meer inzicht in deze door de Zuiderzee verzwolgen nederzetting.
- Duizenden mensen vluchten voor de bosbranden rondom Santa Cruz in Californië.

### 15 augustus
- Bij een zelfmoordaanslag opgeëist door de Taliban bij het hoofdkwartier van de NAVO-troepenmacht ISAF in Kabul vallen 4 doden en 85 gewonden.
- Piloten die landen en opstijgen op de luchthaven van Schiphol worden steeds vaker het slachtoffer van vandalen die hen met laserstralen vanop de grond in hun ogen schijnen.

### 16 augustus
- Op de Wereldkampioenschappen atletiek 2009 in Berlijn loopt de Jamaicaan Usain Bolt een nieuw wereldrecord op de 100 m. Hij loopt de afstand in 9,58 s en is ook de nieuwe wereldkampioen.
- Bij een brand van een bruiloftstent in Koeweit komen 41 mensen om.

### 17 augustus
- In de Russische deelrepubliek Ingoesjetië op de Kaukasus vindt er in de grootste stad Nazran een bloedige zelfmoordaanslag plaats. Een vrachtwagen komt tot ontploffing bij het munitiedepot van het hoofdkwartier van politie. Het Russische persbureau Interfax meldt 20 doden en meer dan 100 gewonden.
- Het Belgisch fregat Louise-Marie vertrekt naar de Hoorn van Afrika als ondersteuning voor de Europese operatie Atalanta tegen piraterij.

### 18 augustus
- De Belgische rechter Francine De Tandt wordt vervolgd wegens corruptie. Op 25 augustus wordt ze geschorst.
- De Gezondheidsraad en het Rijksinstituut voor Volksgezondheid en Milieu adviseren om in Nederland alleen nog medisch kwetsbare groepen, gezondheidswerkers en mantelzorgers die met patiënten in contact komen te vaccineren tegen Nieuwe Influenza A (H1N1). Minister Ab Klink van VWS heeft dit advies overgenomen.

### 19 augustus
- Bij een woningbrand in Kampen komen uit een zeer groot gezin vier jonge kinderen om het leven. Negen andere kinderen en de moeder weten op tijd buiten te komen. De vader en een ander kind zijn op het moment van de brand niet thuis. Wikinieuws
- In het Franse skioord Le Corbier Villarembert heeft de Franse politie drie leden van de ETA gearresteerd. Wikinieuws

### 20 augustus
- In het Belgische Kleine-Brogel wordt het vandaag maar liefst 38,2 graden. De hoogste temperatuur in Nederland wordt gemeten in het nabijgelegen Ell, daar wordt het 37,0 graden.
- Volgens het Amerikaanse klimaatinstituut NCDC heeft de temperatuur van de oceanen een recordhoogte bereikt sinds het begin van de metingen in 1880. Aan de oppervlakte was het water in juli gemiddeld 17 graden. Dit is een halve graad hoger dan gemiddeld in de afgelopen eeuw.
- In Afghanistan zijn de presidentsverkiezingen gehouden. Zittend president Hamid Karzai is favoriet. Wikinieuws
- De Libische geheim agent Abdel Basset al-Megrahi, die in 2001 in Schotland voor de Lockerbie-aanslag uit 1988 tot levenslang werd veroordeeld, wordt om humanitaire redenen vrijgelaten. Hij zou lijden aan een terminale vorm van prostaatkanker. Al-Megrahi heeft steeds beweerd onschuldig te zijn.

### 21 augustus
- Er worden wapens gevonden bij supporters van Slovan Bratislava, voorafgaand aan de wedstrijd van AFC Ajax tegen Bratislava. Ajax wint met 5-0. Wikinieuws
- De WHO waarschuwt dat homeopathie geen geneeswijze is. Wikinieuws

### 22 augustus
- Vandaag begint DelfSail 2009. Er worden bijna een miljoen bezoekers verwacht. Wikinieuws
- Een dieplader met daarop een kraan ramt het dak van de Heinenoordtunnel. Diverse auto's lopen door vallende lichtbakken schade op. Wikinieuws
- De Strandrellen in Hoek van Holland vinden plaats tijdens het dancefeest Sunset Grooves, waarbij een dode en enkele gewonden vallen. Wikinieuws

### 23 augustus
- Debutant Nederland wint de eerste wedstrijd bij het EK voetbal voor vrouwen. Door treffers van Kirsten van de Ven en Karin Stevens wint de ploeg van bondscoach Vera Pauw met 2-0 van Oekraïne.

### 25 augustus
- De dertienjarige Laura Dekker wil solo een zeiltocht rond de wereld ondernemen. Diverse Nederlandse instanties zijn het hier niet mee eens en de kinderrechter moet zich nu over de zaak buigen. Wikinieuws
- De Noorse wielrenner Edvald Boasson Hagen schrijft in Amersfoort de ENECO Tour op zijn naam.

### 26 augustus
- Nevzat K., een Turkse illegaal, wordt voor de moord op kinderdagverblijfleidster Arzu Çakmakçı-Erbaş aangehouden. Wikinieuws
- De Amsterdamprijs voor de Kunst 2009, ter grootte van 35 000 euro p.p, wordt uitgereikt aan theatermaakster Adelheid Roosen, dichter/zanger Frank Starik en ontwerpersduo Mevis & Van Deursen
- De wereldhandel is in de maand juni met 2,5 procent gegroeid ten opzichte van de maand ervoor, aldus het Nederlands Centraal Planbureau.
- De Amerikaanse Democratische senator Edward (Ted) Kennedy, de jongste broer van John F. Kennedy, is overleden aan de gevolgen van een hersentumor.
- Nederland staat op de negende plaats qua snelheid van internetverbindingen. De gemiddelde downloadsnelheid is 11 megabits per seconde. Wikinieuws
- Argentinië legaliseert het bezit van kleine hoeveelheden hasj en wiet.
- Het zeilevenement Delfsail dat gehouden werd in de Groningse plaats Delfzijl trekt ruim 900 000 bezoekers. Wikinieuws
- Debutant Nederland verliest de tweede wedstrijd bij het EK voetbal voor vrouwen met 2-1 van gastland Finland.

### 27 augustus
- De OV-chipkaart wordt het verplichte vervoerbewijs in de Amsterdamse metro. De strippenkaart is hier niet meer geldig. Wikinieuws
- De zeventienjarige Brit Michael Perham is de jongste solozeiler die de wereld heeft rondgevaren. Hij bereikt vandaag na een wereldreis van negen maanden de Zuid-Engelse kust. Wikinieuws

### 28 augustus
- De dertienjarige Laura Dekker mag van de Nederlandse rechter haar solozeiltocht rond de wereld niet maken en wordt onder toezicht van Bureau Jeugdzorg geplaatst. Wikinieuws

### 29 augustus
- De Nederlandse dressuurruiters Edward Gal, Adelinde Cornelissen en Anky van Grunsven behalen op het EK paardensport in Windsor in de kür respectievelijk goud, zilver en brons.
- De Nederlandse roeivrouwen worden wereldkampioen bij de vier-zonder-stuurvrouw in de Poolse stad Poznań.
- De Ronde van Spanje gaat van start vanaf het TT-circuit in Assen.
- Bij een grote bosbrand in de duinen bij Schoorl gaat ruim 150 ha aan natuurgebied in vlammen op. 550 Mensen moeten hun huizen verlaten.
- Debutant Nederland wint de derde wedstrijd bij het EK voetbal voor vrouwen met 2-1 van Denemarken. Daardoor plaatst de ploeg van bondscoach Vera Pauw zich voor de kwartfinales.

### 30 augustus
- De verkiezingen in Japan lopen uit op een grote overwinning voor oppositiepartij de Democratische Partij. De Liberaal-Democratische Partij, decennialang de dominante partij in het Japanse parlement, lijdt een zware nederlaag.
- In het centrum van Antwerpen woedt 's ochtends voor korte tijd een zware brand in de Sint-Carolus Borromeuskerk aan het Hendrik Conscienceplein.
- Bij de 26ste editie van de wereldkampioenschappen judo, die worden gehouden in Rotterdam, eindigt Nederland als vierde in het medailleklassement, dankzij één gouden (Marhinde Verkerk) en twee zilveren medailles (Henk Grol, Elisabeth Willeboordse).

### 31 augustus
- In het Vlaamse dorp Doel mag vanaf vandaag niet meer worden gewoond. Elf huiseigenaars mogen er wel nog blijven wonen, totdat de Vlaamse regering heeft beslist wat er met hen moet gebeuren.
- Er woeden grote bosbranden in de heuvels ten noorden van Los Angeles in de Amerikaanse staat Californië. Het vuur over een strook van 32 kilometer bedreigt zeker 12 000 woningen, een aantal zendmasten en een observatorium.

<< · januari · februari · maart · april · mei · juni · juli · augustus · september · oktober · november · december · >>